# August Natterer

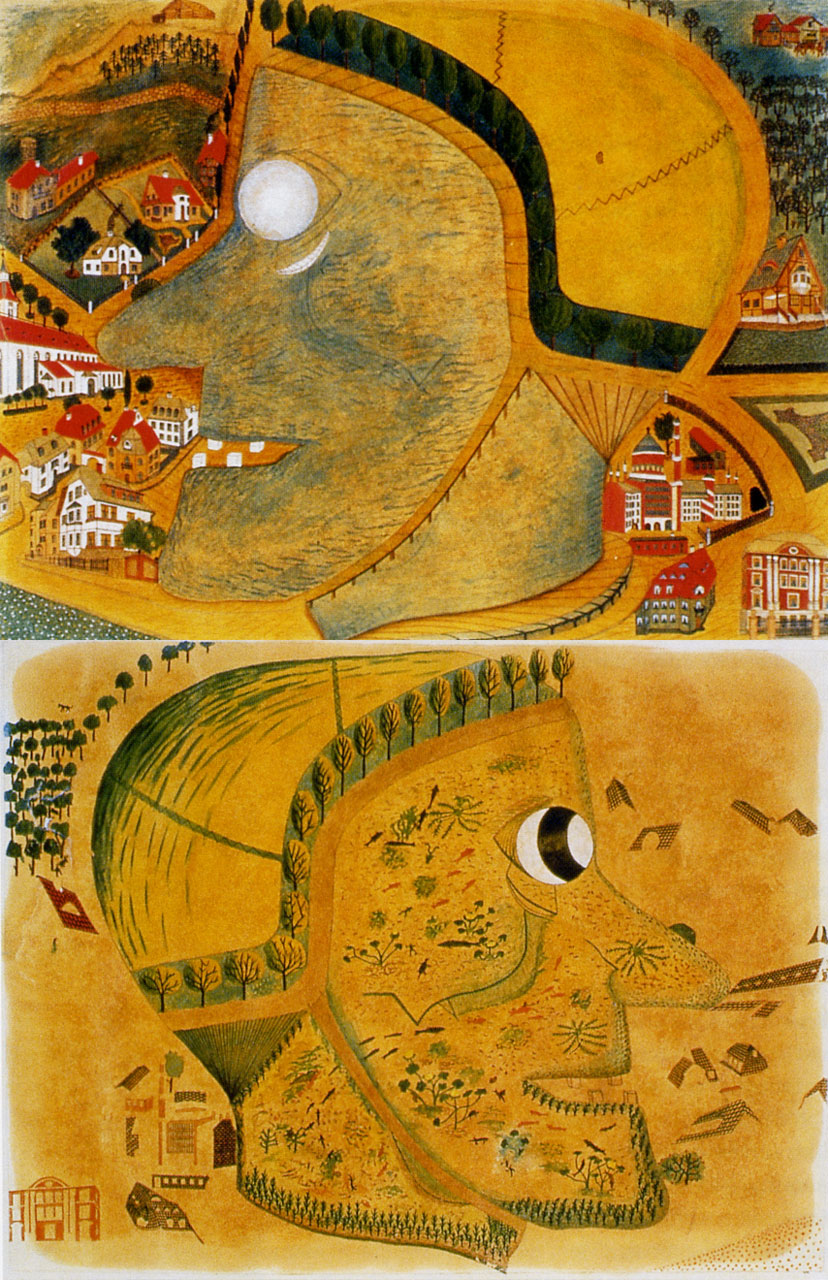
Hexenkopf (Vorder- und Rückseite), um 1915

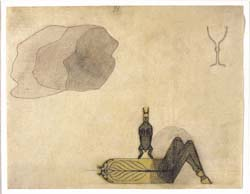
Weltachse mit Haase, 1919

August Natterer (* 3. August 1868 in Schornreute bei Ravensburg; † 7. Oktober 1933 in Rottenmünster bei Rottweil), Pseudonym: Neter, war ein deutscher Art-brut-Künstler.

## Leben
Er wurde 1868 in der Ravensburger Vorstadt Schornreute als Sohn eines Angestellten geboren und war das jüngste von neun Kindern. Natterer war verheiratet und als Elektrotechniker tätig, als er 1907 wegen Wahnvorstellungen und Angstzuständen in eine psychiatrische Anstalt eingewiesen wurde. Gegen seinen Willen verblieb er bis zu seinem Tod in Anstalten. In diese Zeit fällt eine große Produktivität als Maler, bei der er meist versuchte, seine Halluzinationen festzuhalten. Mehrfach wurde er vom Psychiater und Kunsthistoriker Hans Prinzhorn besucht. Durch dessen Werk Die Bildnerei der Geisteskranken wurde „Neter“ einer breiteren Öffentlichkeit bekannt. August Natterer starb 1933 in einer Anstalt nahe Rottweil an Herzversagen.